# Herschels Schmuckkästchen

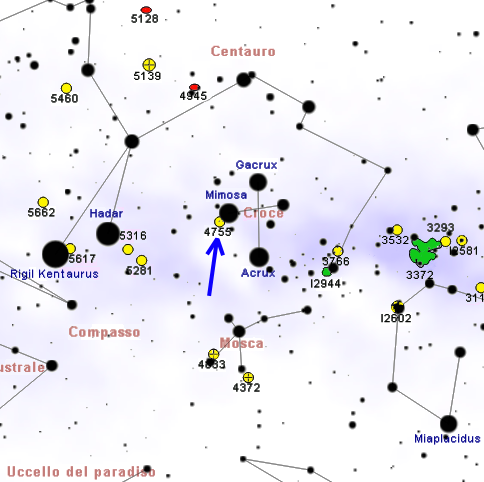
Position des „Schmuckkästchens“ im Sternbild Kreuz des Südens

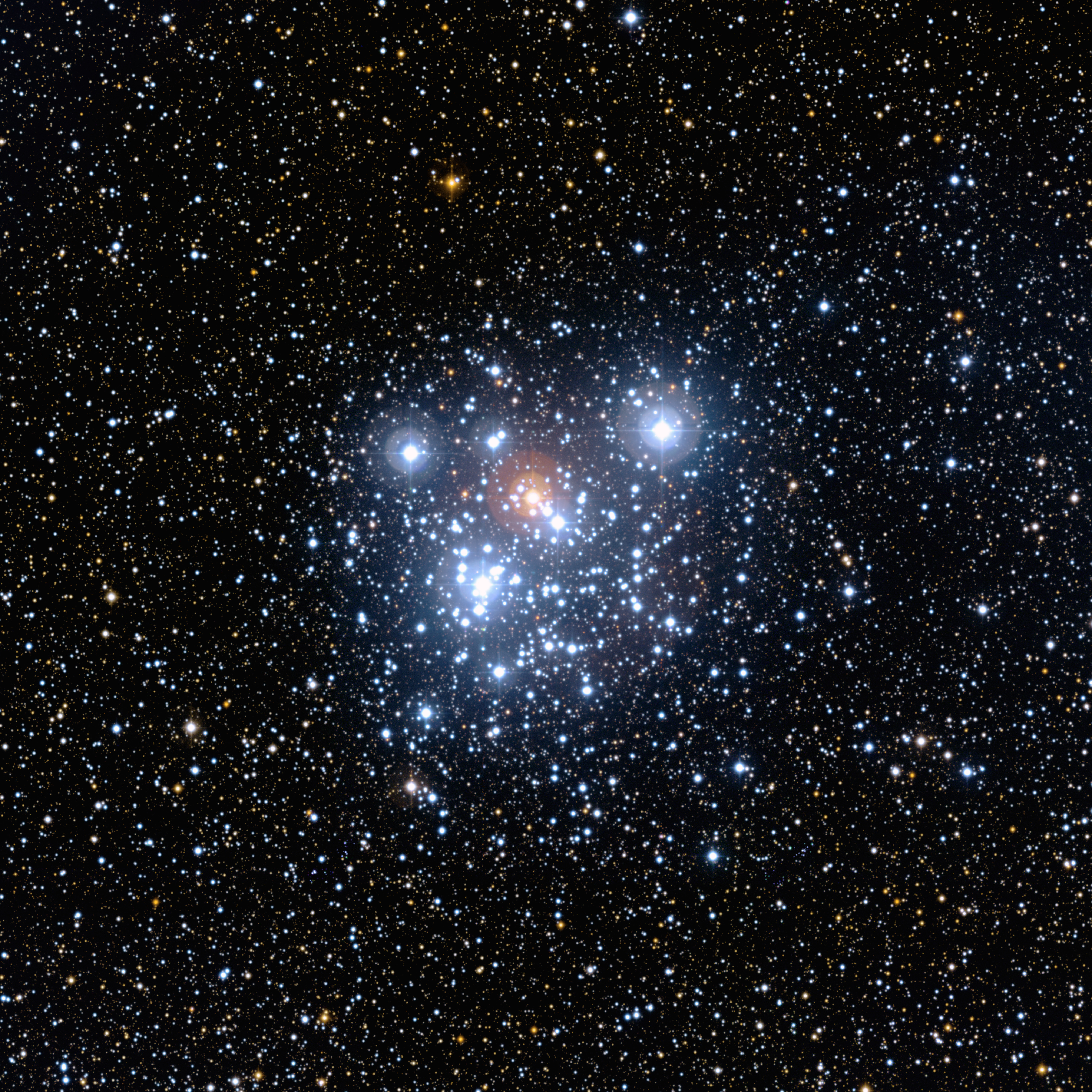
Das „Schmuckkästchen“ in einer Aufnahme des La-Silla-Observatoriums der ESO

NGC 4755, auch bekannt als Schmuckkästchen (von John Herschel 1830 so benannt) oder Kappa-Crucis-Haufen, ist ein Offener Sternhaufen im Sternbild Kreuz des Südens und einer der prominentesten Sternhaufen des Südsternhimmels.
NGC 4755 hat einen Durchmesser von 10′, eine scheinbare Helligkeit von 4,2m und ist etwa 6800 Lichtjahre von der Erde entfernt. Die Sterne des Sternhaufens haben verschiedene Massen von etwa einer halben bis zur 20-fachen Sonnenmasse, weisen aber alle dieselbe chemische Zusammensetzung auf und entstanden vor ungefähr 16 Millionen Jahren aus derselben Gas- und Staubwolke.